# Deltocyathus halianthus
Deltocyathus halianthus är en korallart som först beskrevs av Gustaf Lindström 1877.  Deltocyathus halianthus ingår i släktet Deltocyathus och familjen Caryophylliidae. Inga underarter finns listade i Catalogue of Life.